# Miu Hirano
Miu Hirano (jap. 平野 美宇, Hirano Miu; * 14. April 2000 in Numazu) ist eine japanische Tischtennisspielerin. 2016 gewann sie im Alter von 16 Jahren den World Cup. Im Jahr 2017 wurde sie Asienmeisterin.

## Werdegang
Im Alter von 12 Jahren trat Miu Hirano erstmals international im Erwachsenenbereich an, als sie im Doppel mit der damals 11-jährigen Mima Itō an den Japan Open teilnahm. Weitere Auftritte folgten 2013, als die beiden bei den Qatar Open einen neuen Rekord aufstellten und als jüngste Spielerinnen in der Geschichte der World Tour in ein Halbfinale einzogen. Ende des Jahres rückte Miu Hirano auf Platz 78 der Weltrangliste vor und kam damit erstmals unter die besten 100. Im Jahr darauf gewannen Miu Hirano und Mima Itō im Alter von jeweils 13 Jahren den Doppelwettbewerb der German Open und wurden damit zu den jüngsten World-Tour-Titelgewinnerinnen, was ihnen einen Eintrag im Guinness-Buch der Rekorde einbrachte. Zudem nahmen sie an den World Tour Grand Finals teil und gewannen auch dort den Doppelwettbewerb. 2015 folgte die erste WM-Teilnahme, bei der Miu Hirano sowohl im Einzel als auch im Doppel die Runde der letzten 32 erreichte. In der Weltrangliste verbesserte sie sich dadurch im Juni auf Rang 19, ihre erste Platzierung unter den besten 20. Ende des Jahres holte sie bei den Grand Finals Silber im Doppel.
Als viertbeste Japanerin hinter Ai Fukuhara, Kasumi Ishikawa und Mima Itō nahm sie trotzdem nicht an der Weltmeisterschaft 2016 teil (im Gegensatz zu der hinter ihr platzierten Misako Wakamiya), gewann dafür aber den Einzelwettbewerb der Polish Open im April und damit ihren ersten Einzeltitel auf der World Tour. Auch an den Olympischen Spielen in Rio de Janeiro konnte sie nicht teilnehmen, dafür qualifizierte sie sich für den World Cup im Oktober. Begünstigt durch die Absagen der chinesischen Teilnehmerinnen besiegte sie unter anderem die an Position 1, 2 und 3 gesetzten Spielerinnen Mima Itō, Feng Tianwei und Cheng I-ching und gewann somit als erste nicht-chinesische Spielerin und als jüngste Spielerin in der Geschichte des World Cups den Titel. Infolgedessen stieß sie außerdem zum ersten Mal in die Top 10 der Weltrangliste vor.
Ab Oktober spielte sie für zehn Spieltage in der chinesischen Super League in Ordos und erreichte im Einzel eine Bilanz von 3:7. Durch ihren Finalsieg über Kasumi Ishikawa bei der japanischen Meisterschaft 2016 wurde sie zur bis dato jüngsten Gewinnerin und sicherte sich damit einen Einzel-Startplatz bei den Individual-Weltmeisterschaften 2017. Bei der Asienmeisterschaft 2017, während der sie 17 wurde, besiegte sie im Einzelwettbewerb unter anderem die Nummer 6 der Weltrangliste Cheng I-ching, zum ersten Mal die amtierende Weltmeisterin und Olympiasiegerin Ding Ning (Nr. 1 der WRL) sowie Zhu Yuling (Nr. 2) und Chen Meng (Nr. 5), womit sie die jüngste Asienmeisterin der Geschichte wurde. Bei der Weltmeisterschaft 2017 gewann sie im Einzel Bronze und erreichte kurz darauf mit Platz 5 der Weltrangliste eine neue persönliche Bestmarke, wodurch sie auch erstmals bestplatzierte japanische Spielerin wurde. Ihren World-Cup-Titel konnte sie nicht verteidigen, nach Niederlagen gegen Liu Shiwen und Cheng I-ching belegte sie 2017 den vierten Platz. 2018 nahm sie das erste Mal an der Team-WM teil, die Mannschaft Japans gewann Silber. Auf der World Tour gelangen Hirano in diesem Jahr nur im Doppel Medaillenplatzierungen, bei den Grand Finals Ende des Jahres schied sie im Einzel in der ersten Runde aus.
2019 trat sie bei der Weltmeisterschaft nur im Einzel an und kam bis ins Viertelfinale, in dem sie Ding Ning unterlag. Bei den Czech Open gelang ihr erstmals seit 2016 wieder ein World-Tour-Finaleinzug im Einzel, zudem holte sie mehrere Medaillen im Doppel mit Kasumi Ishikawa und Saki Shibata. Mit Letzterer qualifizierte sie sich auch für die Grand Finals, bei denen sie aber, wie auch im Einzel, in der ersten Runde ausschied. Ende 2019 fiel sie wieder aus den Top 10 der Weltrangliste heraus. 2021 nahm Hirano zum ersten Mal an den Olympischen Spielen teil und gewann mit der Mannschaft Silber. Ebenfalls Silber holte sie in den Teamwettbewerben der Asienspiele 2022, der WM 2024 – im Finale unterlag Japan China nur mit 2:3, unter anderem durch einen Sieg Hiranos über Wang Yidi – sowie der Olympischen Spiele in Paris. Beim World Cup 2024 kam sie ins Viertelfinale, und im Juni kehrte sie zeitweise in die Top 10 der Weltrangliste zurück.

## Doppelpartnerinnen
Aufzählung nur bei mindestens drei gemeinsamen Turnieren im Jahr.
- 2013–2015:  Mima Itō
- 2017:  Kasumi Ishikawa
- 2019:  Saki Shibata
- 2019–2021:  Kasumi Ishikawa

## Turnierergebnisse
Quelle: ITTF-Datenbank
| Verband | Veranstaltung               | Jahr | Ort            | Land | Einzel        | Doppel        | Mixed         | Team       |
| ------- | --------------------------- | ---- | -------------- | ---- | ------------- | ------------- | ------------- | ---------- |
| JPN     | Asienmeisterschaft          | 2024 | Astana         | KAZ  | 17.–24. Platz |               |               | Gold       |
| JPN     | Asienmeisterschaft          | 2023 | Pyeongchang    | KOR  | letzte 16     | Viertelfinale |               | Halbfinale |
| JPN     | Asienmeisterschaft          | 2019 | Yogyakarta     | IDN  | Viertelfinale | Halbfinale    |               | Silber     |
| JPN     | Asienmeisterschaft          | 2017 | Wuxi           | CHN  | Gold          |               |               | Silber     |
| JPN     | Asian Cup                   | 2019 | Yokohama       | JPN  | 6. Platz      |               |               |            |
| JPN     | Asian Cup                   | 2018 | Yokohama       | JPN  | 5. Platz      |               |               |            |
| JPN     | Asian Cup                   | 2017 | Ahmedabad      | IND  | 4. Platz      |               |               |            |
| JPN     | Asienspiele                 | 2022 | Hangzhou       | JPN  | letzte 16     | letzte 16     |               | Silber     |
| JPN     | Olympische Spiele           | 2024 | Paris          | FRA  | Viertelfinale |               |               | Silber     |
| JPN     | Olympische Spiele           | 2021 | Tokio          | JPN  |               |               |               | Silber     |
| JPN     | ITTF Challenge Series       | 2019 | Markham        | CAN  | Silber        |               |               |            |
| JPN     | ITTF Challenge Series       | 2019 | Maskat         | OMN  | Halbfinale    |               |               |            |
| JPN     | WTT Series (Contender)      | 2024 | Zagreb         | HRV  | Halbfinale    | Viertelfinale |               |            |
| JPN     | WTT Series (Contender)      | 2024 | Taiyuan        | CHN  | Halbfinale    |               |               |            |
| JPN     | WTT Series (Contender)      | 2023 | Zagreb         | HRV  | Gold          | letzte 16     |               |            |
| JPN     | WTT Series (Contender)      | 2023 | Tunis          | TUN  | Viertelfinale | Halbfinale    |               |            |
| JPN     | WTT Series (Star Contender) | 2023 | Panaji         | IND  | Halbfinale    |               |               |            |
| JPN     | WTT Series (Contender)      | 2022 | Almaty         | KAZ  | Halbfinale    | Gold          |               |            |
| JPN     | WTT Series (Contender)      | 2022 | Zagreb         | HRV  | Silber        |               |               |            |
| JPN     | WTT Series (Star Contender) | 2021 | Doha           | QAT  | letzte 16     | Silber        |               |            |
| JPN     | WTT Series (Contender)      | 2021 | Doha           | QAT  | letzte 16     | Gold          |               |            |
| JPN     | ITTF World Tour             | 2020 | Doha           | QAT  | letzte 16     | Halbfinale    |               |            |
| JPN     | ITTF World Tour             | 2020 | Budapest       | HUN  | Viertelfinale | Gold          |               |            |
| JPN     | ITTF World Tour             | 2020 | Magdeburg      | GER  | letzte 32     | Silber        |               |            |
| JPN     | ITTF World Tour             | 2019 | Linz           | AUT  | letzte 32     | Halbfinale    |               |            |
| JPN     | ITTF World Tour             | 2019 | Stockholm      | SWE  | letzte 16     | Silber        |               |            |
| JPN     | ITTF World Tour             | 2019 | Olmütz         | CZE  | Silber        | Silber        |               |            |
| JPN     | ITTF World Tour             | 2019 | Panagjurischte | JPN  | letzte 16     | Silber        |               |            |
| JPN     | ITTF World Tour             | 2019 | Sapporo        | JPN  | Halbfinale    |               |               |            |
| JPN     | ITTF World Tour             | 2019 | Hongkong       | HKG  | Halbfinale    | letzte 16     |               |            |
| JPN     | ITTF World Tour             | 2018 | Olmütz         | CZE  | Viertelfinale | Halbfinale    |               |            |
| JPN     | ITTF World Tour             | 2018 | Panagjurischte | BUL  | Viertelfinale | Halbfinale    |               |            |
| JPN     | ITTF World Tour             | 2018 | Shenzhen       | CHN  | letzte 32     | Halbfinale    |               |            |
| JPN     | ITTF World Tour             | 2017 | Magdeburg      | GER  | letzte 32     | Gold          |               |            |
| JPN     | ITTF World Tour             | 2017 | Incheon        | KOR  | Halbfinale    | Viertelfinale |               |            |
| JPN     | ITTF World Tour             | 2016 | Warschau       | POL  | Gold          |               |               |            |
| JPN     | ITTF World Tour             | 2014 | Stockholm      | SWE  |               | Halbfinale    |               |            |
| JPN     | ITTF World Tour             | 2014 | Incheon City   | KOR  | letzte 32     | Silber        |               |            |
| JPN     | ITTF World Tour             | 2014 | Almería        | ESP  | Silber        | Gold          |               |            |
| JPN     | ITTF World Tour             | 2014 | Magdeburg      | GER  | letzte 64     | Gold          |               |            |
| JPN     | ITTF World Tour             | 2013 | Doha           | QAT  | letzte 16     | Halbfinale    |               |            |
| JPN     | WTT Cup Finals              | 2024 | Fukuoka        | JPN  | Viertelfinale |               |               |            |
| JPN     | WTT Cup Finals              | 2021 | Singapur       | SGP  | letzte 16     |               |               |            |
| JPN     | World Tour Grand Finals     | 2019 | Zhengzhou      | CHN  | letzte 16     | Viertelfinale |               |            |
| JPN     | World Tour Grand Finals     | 2018 | Incheon        | KOR  | letzte 16     |               |               |            |
| JPN     | World Tour Grand Finals     | 2017 | Astana         | KAZ  | letzte 16     |               |               |            |
| JPN     | World Tour Grand Finals     | 2016 | Doha           | QAT  | Halbfinale    |               |               |            |
| JPN     | World Tour Grand Finals     | 2015 | Lissabon       | POR  |               | Silber        |               |            |
| JPN     | World Tour Grand Finals     | 2014 | Bangkok        | THA  |               | Gold          |               |            |
| JPN     | Weltmeisterschaft           | 2025 | Doha           | QAT  | letzte 64     |               |               |            |
| JPN     | Weltmeisterschaft           | 2024 | Busan          | KOR  |               |               |               | Silber     |
| JPN     | Weltmeisterschaft           | 2023 | Durban         | RSA  | letzte 16     |               |               |            |
| JPN     | Weltmeisterschaft           | 2021 | Houston        | USA  | letzte 16     | Viertelfinale |               |            |
| JPN     | Weltmeisterschaft           | 2019 | Budapest       | HUN  | Viertelfinale |               |               |            |
| JPN     | Weltmeisterschaft           | 2018 | Halmstad       | SWE  |               |               |               | Silber     |
| JPN     | Weltmeisterschaft           | 2017 | Düsseldorf     | GER  | Halbfinale    | letzte 16     |               |            |
| JPN     | Weltmeisterschaft           | 2015 | Suzhou         | CHN  | letzte 32     | letzte 32     |               |            |
| JPN     | World Cup                   | 2024 | Macau          | MAC  | Viertelfinale |               |               |            |
| JPN     | World Cup                   | 2019 | Chengdu        | CHN  | letzte 16     |               |               |            |
| JPN     | World Cup                   | 2018 | Chengdu        | CHN  | Viertelfinale |               |               |            |
| JPN     | World Cup                   | 2017 | Markham        | CAN  | 4. Platz      |               |               |            |
| JPN     | World Cup                   | 2016 | Philadelphia   | USA  | Gold          |               |               |            |
| JPN     | World Team Cup              | 2019 | Tokio          | JPN  |               |               |               | Silber     |
| JPN     | Jugend-Weltmeisterschaft    | 2016 | Kapstadt       | RSA  | Viertelfinale | letzte 32     | Viertelfinale | Gold       |
| JPN     | World Junior Circuit        | 2013 | Władysławowo   | POL  | Halbfinale    |               |               |            |
| JPN     | World Junior Circuit        | 2012 | Metz           | FRA  | Halbfinale    |               |               |            |